# Тарасов, Евгений Фёдорович
Евге́ний Фёдорович Тара́сов (17 апреля 1935 — 20 сентября 2024) — советский и российский лингвист, специалист в области психолингвистики, языкового сознания и этнокультурной специфики. Доктор филологических наук (1992), профессор (1993), заведующий отделом психолингвистики Института языкознания РАН, главный редактор журнала «Вопросы психолингвистики» (с 2006). Один из лидеров Московской психолингвистической школы. Лауреат премии Президента РФ в области образования.

## Биография
Из семьи офицера. В 1953 году поступил на факультет западных языков Военного института иностранных языков. После закрытия института учился в Ростовском университете. С 1963 года — кандидат филологических наук (тема диссертации: «Вопросы описания и интерпретации функциональных стилей: на материале публицистического подстиля „экономическая реклама“ современного немецкого языка»). В 1968—1972 годах работал преподавателем во вновь открытом Военном институте иностранных языков (кафедра германских языков). С 1971 года — в Институте языкознания АН СССР. Вошёл в созданную А. А. Леонтьевым группу (сектор) психолингвистики, а затем возглавил её.
В период перестройки активно занимался общественной деятельностью и ратовал за демократическое обновление страны[уточнить]. 24 сентября 1992 года защитил докторскую диссертацию в форме научного доклада «Проблемы теории речевого общения» (официальные оппоненты А. А. Брудный, А. Е. Кибрик, Ю. С. Степанов).
Был первым деканом факультета иностранных языков и межкультурной коммуникации Российского нового университета.
Умер 20 сентября 2024 года в возрасте 89 лет.
Сын Александр — политолог, доцент 1-го МГМУ, судебный эксперт.

## Научная деятельность
Изучал языки сознания. Языковое сознание понимал как опосредованный языком образ мира той или иной культуры, то есть «совокупность перцептивных, концептуальных и процедурных знаний носителя культуры об объектах реального мира». Автор понятия «овнешнение».
Занимался экспертизой в области психолингвистики. Эта область его деятельности имела и негативные оценки.
Громкий резонанс получила экспертиза Е. Ф. Тарасова по делу библиотеки украинской литературы. Кроме того, экспертиза Е. Ф. Тарасова фигурировала в более 50 делах, расследованных СК, ФСБ, МВД, связанных с экстремизмом и разжиганием ненависти .

## Основные работы
Монографии
- Леонтьев A.A., Сорокин Ю. А., Тарасов Е. Ф. Национально-культурная специфика речевого поведения. — М., 1977.
- Построение теории коммуникации // Теоретические и прикладные проблемы речевого общения. — М., 1979.
  - Теоретические и прикладные проблемы речевого общения / Отв. ред. А. А. Леонтьев. Изд. 2-е.- М.: Книжный дом «ЛИБЕРКОМ», 2009. — 328 с. (в соавт. с Ю. А. Сорокиным и А. М. Шахнаровичем)
- Тенденции развития психолингвистики / отв. ред. Ю. А. Сорокин; АН СССР, Ин-т языкознания. — М.: Наука, 1987. — 168 с.
- Russen und Deutsche in interkulturellen Lernen. In: Fremdsprachlisches Handeln… 1995.
- Ассоциативный словарик русского языка. Представляю и понимаю. — М.: Дрофа, 2010 (в соавт. с В. В. Дроновым и Е. С. Ощепковой).
- Per linguam ad communicationem. Ключевые вопросы лингвистической теории в режиме дискуссии / под ред. А. В. Вдовиченко, Е. Ф. Тарасова, И. В. Журавлева. — М.: Институт языкознания РАН, 2019 С. 73-74. ISBN 978-5-6041117-2-7

Статьи
- Социолингвистические проблемы теории речевой коммуникации // Основы теории речевой деятельности. — М.: Наука, 1974. — С. 255—273.
- Тарасов Е. Ф., Уфимцева Н. В. Становление символической функции в онтогенезе II Исследование речевого мышления в психолингвистике. — М., 1985.
- Тарасов Е. Ф., Тарасова М. Е. Исследование ассоциативных полей представителей разных культур // Менталъностъ россиян / отв. ред. И. О. Дубов. — М., 1997.
- Языковое сознание // Вопросы психолингвистики. 2004
- Тарасов Е. Ф., Уфимцева Н. В. Языковое сознание: проблемы и перспективы // В пространстве языка и культуры. Звук, знак, смысл. — М.: Языки славянских культур, 2010, с. 735—747.
- Проблемы теории речевого общения // Вопросы психолингвистики. — 2010. — № 2(12). — С. 20-26.
- Общечеловеческие ценности и их место в преподавании языка // Этнопедагогическое наследие народов Сибири и Центральной Азии в современном социокультурном пространстве (IV Волковские чтения): материалы всероссийской науч.-практ. конф. с междунар. участием (т. Улан Удэ. 23-26 июня 2011 г.) / науч. ред. С. В. Калмыков. — Улан-Удэ, 2011. — 290 с.
- Методологические и теоретические основания анализа общечеловеческих ценностей в конкретной этнической культуре // Aktualne problem jezykoznavvstwa siowianskiego.- Umwersytet Przyvodni czoHuinanistyczny w Siedlcach, 2011.
- Проблема анализа содержания общечеловеческих ценностей (проект) // Вопросы психолингвистики. № 1(15). — М., 2012. — С. 9-17.
- Деятельностная онтология и гносеология понимания в речевом общении // Понимание в коммуникации/ Человек в информационном пространстве: сборник научных трудов. — Ярославль — Москва: Изд-во ЯГПУ. 2012. — Т. 2. — C. 273—278.
- Проблемы конструирования инокультурного ценностного сознания // Вопросы психолингвистики. 2016 (в соавт. с В. А. Ильиной, Д. В. Маховиковым, А. А. Нистратовым и Н. Л. Синячкиной).
- Вербальные данные в составе коммуникативного действия: язык, текст, автор, интерпретатор // Вопросы психолингвистики. 2017. № 4 (34). С. 22-39 (в соавт. с А. В. Вдовиченко).
- Межкультурное общение[уточнить].